# 김지원 (방송인)
김지원(1987년 10월 31일~)은 대한민국의 방송인 겸 텔레비전 리포터로, 광주 출생이고, 어언 전직 5년간 활동 전력의 전직 모델 출신(2006년 7월~2011년 1월)이었다.

## 주요 경력
- 2006년 7월 18일: 광주대학교 레저스포츠학과 1학년 시절 선글라스 착용 및 비키니 투피스 삼각 수영복 배꼽 란제리 피팅 모델로 데뷔.
- 2007년 12월 31일: 광주대학교 레저스포츠학과 2학년 시절 비키니 피팅 모델 은퇴.
- 2008년 10월 6일: 광주대학교 레저스포츠학과 3학년 시절 모 잡지 단행본 표지 광고 모델로 픽업되면서 모델 복귀 및 재기.
- 2011년 1월 31일: 잡지 광고 모델 은퇴.

## 주요 방송 출연작

### TV 프로그램
- 《휴먼 서바이벌 도전자》 (KBS2, 2011년 6월~10월) - 준우승
- 《연예가중계》 (KBS2, 2011년 11월~2012년 10월) ... 11개월 동안 리포터